# La Moille
La Moille is een plaats (village) in de Amerikaanse staat Illinois en valt bestuurlijk gezien onder Bureau County.

## Demografie
Bij de volkstelling in 2000 werd het aantal inwoners vastgesteld op 773. In 2006 is het aantal inwoners door het United States Census Bureau geschat op 756, een daling van 17 (-2,2%).

## Geografie
Volgens het United States Census Bureau beslaat de plaats een oppervlakte van 3,1 km², geheel bestaande uit land. La Moille ligt op ongeveer 244 m boven zeeniveau.

## Plaatsen in de nabije omgeving
De onderstaande figuur toont nabijgelegen plaatsen in een straal van 16 km rond La Moille.